# Tabitha Peterson
Pour les articles homonymes, voir Peterson.
Tabitha S. Peterson est une curleuse américaine née le 6 mars 1989 à Burnsville (Minnesota).

## Biographie
Tabitha Peterson remporte la médaille de bronze au Championnat du monde double mixte de curling 2016 à Karlstad avec Joe Polo.